# Láz (Nová Pec)
Láz je malá vesnice, část obce Nová Pec v okrese Prachatice v Jihočeském kraji. Nachází se asi dva kilometry jihozápadně od Nové Pece. Je zde evidováno 27 adres. V roce 2011 zde trvale žilo 51 obyvatel.
Láz leží v katastrálním území Nová Pec o výměře 59,91 km².

## Historie
První písemná zmínka o vesnici pochází z roku 1850.

## Obyvatelstvo
| Rok            | 1869 | 1880 | 1890 | 1900 | 1910 | 1921 | 1930 | 1950 | 1961 | 1970 | 1980 | 1991 | 2001 | 2011 | 2021 |
| -------------- | ---- | ---- | ---- | ---- | ---- | ---- | ---- | ---- | ---- | ---- | ---- | ---- | ---- | ---- | ---- |
| Počet obyvatel | 129  | 164  | 115  | 119  | 149  | 184  | 195  | 82   | 110  | 118  | 87   | 62   | 53   | 51   | 73   |
| Počet domů     | 11   | 17   | 14   | 14   | 16   | 24   | 30   | 41   | 41   | 16   | 13   | 12   | 20   | 19   | 19   |

## Pamětihodnosti a zajímavosti
- Severně od vsi při silnici na Novou Pec stojí výklenková kaplička.
- Východně od vsi vede naučná stezka Schwarzenberský plavební kanál.
- Vsí prochází hranice národního parku Šumava.
- Ve východní části osady se nachází stanice Horské služby Nová Pec – Láz.